# لافندر بحري
أللافندر البحري هو نوع من النباتات المزهرة، من عائلة الرصاصيات. يُعرف بعدة أسماء منها الإحصاب الألماني أو لافندر البحر التتاري أو الإحصاب التتاري أو الإحصاب فقط. موطنه الأصلي يشمل ألبانيا، الجزائر، بلغاريا، اليونان، كازاخستان، شمال القوقاز، رومانيا، جنوب روسيا، تونس، أوكرانيا ويوغوسلافيا السابقة. يُزرع في الحدائق كحدود وزرع أرضي، ويُستخدم أيضًا في صناعة الأزهار المقطوفة.

## الأصناف
يوجد حاليًا صنفان معترف بهما:
- جونيوليمون تاتاريكوم فار. بلاتبتروم (كلوكوف) تزفيلف[2]
- جونيوليمون تاتاريكوم فار. توريكوم